# Кавана-Таранко (Савона)
Кавана-Таранко је насеље у Италији у округу Савона, региону Лигурија.
Према процени из 2011. у насељу је живело 51 становника. Насеље се налази на надморској висини од 436 м.